# 中国共产党天津市委员会组织部
中共天津市委组织部是中国共产党天津市委员会主管天津全市组织人事、党的建设、公务员管理工作的职能部门。